# Eremiaphila rotundipennis
Eremiaphila rotundipennis è una specie di mantide religiosa appartenente al genere Eremiaphila.